# Cost de publicació d'article
El cost de publicació d’article, més conegut per les seues sigles en anglès APC (article processing charge), és una tarifa que de vegades es cobra als autors de publicacions científiques. Són habituals quan un treball acadèmic està disponible en accés obert, ja sigui en una revista en accés obert o en una revista híbrida. Aquest import el pot pagar l'autor, la institució a la qual pertany, o l'entitat que finança la recerca.
De vegades, aquestes despeses també són presents en sistemes de publicació en revistes científiques tradicionals o per a continguts que no siguin d'accés obert.
Les revistes que publiquen en accés obert han d'informar quin és l'import de la despesa i quines són les condicions per a publicar, així com el tipus de llicència relacionada amb els drets d'autor que es farà servir. D'altra banda, el cost per publicació d'articles no garanteix que l'obra es posi a disposició sota una llicència de creative commons. Depèn de les característiques de cada revista.
Amb l'objectiu que aquests costos no esdevinguin un element generador de desigualtats d'oportunitats, alguns editors i revistes renuncien a cobrar les despeses vinculades o fan un descompte especial (waivers) quan l'autor o la institució de l'autor formen part d'una àrea geogràfica emergent, tot i que aquesta no és una pràctica generalitzada.
Als projectes científics amb finançament europeu, les despeses vinculades als APC solen poder ser incloses com a despeses de projecte si s'ha rebut finançament per part d’Horizon Europe. A Espanya es pot fer el mateix dins del marc de finançament del Plan Estatal.

## Context
Les revistes acadèmiques fan servir diverses maneres per generar els ingressos necessaris per cobrir els costos de publicació (inclosos els costos editorials, costos de revisió o costos d'administració), com ara subvencions d'institucions o subscripcions. Algunes revistes d'accés obert no cobren costos de processament d'articles, però altres, sí. Els APC han esdevingut el mètode de finançament més comú per als articles d'accés obert publicats professionalment.
El model APC d'accés obert, entre altres controvèrsies, forma part del debat més ampli i cada cop més global sobre l'ètica i les limitacions de l'accés obert. Els seus detractors consideren que les tarifes de l'APC aplicades a la investigació acadèmica solen ser cares, limitant efectivament la publicació en accés obert a institucions, estudiosos i estudiants més rics.
Una recerca del 2019 va demostrar que el 75 % de la despesa europea en revistes científiques es destina a les «cinc grans» editorials (Elsevier, Springer Nature, Wiley, Taylor & Francis i la American Chemical Society). En conjunt va representar el 56 % dels articles publicats.
Els honoraris d'autor o els càrrecs per publicar existeixen almenys des de la dècada de 1930. Les diferents editorials acadèmiques tenen diferents nivells de taxes, des de menys de 100 euros fins a més de 5.000 euros, i fins i tot de vegades fins a 9.000 € per a la revista Nature. D'altra banda, un estudi independent va indicar que els costos reals de la publicació eficient d'un article acadèmic haurien de ser d'entre 200 i 1.000 euros. De vegades, els editors tradicionals cobren tarifes elevades per publicar en una revista híbrida d'accés obert, que fan que un article individual en una revista de subscripció sigui obert. S'ha calculat que l'APC mitjà per a revistes híbrides és gairebé el doble que els APC d'editors d'accés obert complet. Les revistes amb factors d'impacte més elevats dels principals editors solen tenir els APC més alts.
Els articles d'accés obert solen tenir un recàrrec superior en comparació amb el contingut d'accés tancat o de pagament; per exemple, la revista Proceedings of the National Academy of Sciences of the United States of America de l'Acadèmia Nacional de Ciències cobren entre 1.590 i 4.215 dòlars per article (segons la longitud) per l'accés tancat, amb un recàrrec de 1.700 a 2.200 dòlars per l'accés obert (segons la llicència).
Tot i que els càrrecs de publicació es produeixen després de l'acceptació de l'article, hi ha disciplines on també és freqüent que es cobri un import en concepte de cost d'enviament d'articles, que es cobren abans de l'inici de la revisió per parells. Aquestes despeses són comunes en revistes d'alguns camps específics del coneixement com, per exemple, les finances i l'economia.